# Собек
Собек (Себек, латински: Suchus) е древноегипетски бог на водата. Боготворели го, но и се страхували от неговата ярост, съпруг на Рененутет. Името му буквално означава Крокодил. Обвързан с култа към боговете Хор, Ра и Озирис. Изобразява се като крокодил със слънчев диск или мъж с глава на крокодил.
| S29 | D58 | M17 | V31 |

| S29 | D58 | M17 | V31 |

Древните египтяни са отдават почит на Собек, вярвайки, че река Нил извира от потта на божеството, носейки плодородие и богат урожай. Култови центрове са Крокодилопол (Фаюм) и Ком Омбо в Горен Египет. Засилено поклонение има в епохата на XII династия, установила се във Фаюм. При династията на Птолемеите Собек се обвързва с бога Хелиос и се появяват изображения на Хелиос държащ крокодил в ръце.
Поклонението към този бог-крокодил дава израз на представата, че някои животни са медиатори (посредници) между свещеното и профанното (като бика Апис). Така, в храмовете на Собек се отглеждали крокодили, които били принасяни в жертва, а по-късно балсамирани. Ето как е отразено божеството в Книга на мъртвите, създадена в епохата на Новото царство на Египет в главата „За да се превърнеш в бог Себек“:
„Аз бог Себек съм с цялата си сила,
необуздан и груб.
Аз също съм на Хор рибата велика,
Кем-Ур която обитава.
Аз господар съм ... в тайното светилище“